# メイクス
株式会社メイクス（英: MAKES.CO.,LTD）は東京都渋谷区に本社を置く不動産会社。資産運用を目的としたマンションの販売を主に、不動産開発・販売・運営・管理等の業務を行っている。

## 関連会社
株式会社メイクスグループ
株式会社メイクスマネジメント
株式会社メイクスコミュニティ
メイクス陸上競技部